# Лунгулешть
Лунгулешть, Лунгулешті (рум. Lungulești) — село у повіті Арджеш в Румунії. Входить до складу комуни Уда.
Село розташоване на відстані 127 км на північний захід від Бухареста, 20 км на захід від Пітешть, 88 км на північний схід від Крайови, 116 км на південний захід від Брашова.

## Населення
За даними перепису населення 2002 року у селі проживали 53 особи, усі — румуни. Усі жителі села рідною мовою назвали румунську.